# Picramniaceae

## Descrição Geral
Picramniaceae é uma pequena família de plantas com flor, sendo a única da ordem Picramniales. São sobretudo plantas endémicas das regiões neotropicais (América do Sul, América Central e Antilhas), desde o Sul do México até ao Norte da Argentina.
A família é composta por 50 espécies distribuídas por quatro géneros,Alvaradoa, Nothotalisia, Picramnia e Aenigmanu.
A classificação de angiospérmicas, sistema APG III distingue-a como uma ordem pertencente às malvídeas, um dos três grupos que compõem as rosídeas.
São pequenas árvores ou arbustos, de folhas alternas e compostas e seus representantes são abundantes em metabólitos secundários. Algumas de suas espécies são consideradas importantes devido sua aplicação farmacêutica.  
No género Picramnia o fruto é uma baga, possuindo 2 a 3 carpelos férteis e os óvulos têm uma posição terminal e sã pendulares. Em Alvaradoa, o fruto é uma sâmara, com apenas um carpelo fértil, tendo os óvulos uma posição basal e erectos.

## Diversidade Taxonômica[6]
Reino - Plantae
    Filo - Tracheophyta
        Classe - Magnoliopsida
            Ordem - Picramniales
                Família - Picramniaceae
                   Gêneros -  Alvaradoa Liebm 
                                     Nothotalisia W.Thomas
                                       Picramnia Sw.
                                       Aenigmanu alvareziae
Para o sistema APG II, de 2003, a divergência desta família situava-se na base das rosídeas. Nesse sistema era composta por 46 espécies repartidas em 2 géneros:
- Alvaradoa
- Picramnia

Quando dividida em dois géneros, 41 espécies são do género Picramnia e 5 espécies do género Alvaradoa.
A família pode ser tratada como tendo duas subfamílias distintas, Picraminioideae e Alvaradooideae, devido a diferenças nos órgãos reprodutores.

## Morfologia
Caracterizam-se como baixas árvores ou arbustos. Suas folhas são alternas, espiraladas, imparipinadas (apresentam número ímpar de folíolos), e sem estípulas. Seus folíolos são alternos ou sub opostos, peciolados ou sésseis, pode ocorrer de os folíolos basais possuírem modificações morfológicas como pseudo-estípulas. Sua inflorescência é terminal, ou então, eventualmente lateral, podendo ser de pendente a ereta, o que é raro. Seu racemo pode ser pouco ou bastante ramificado, as suas flores usualmente se apresentam em glomérulos densos ou em multiflores. As suas flores são pequenas, unissexuadas, diclamídeas (apresenta cálice e corola), ou então, monoclamídeas (apresenta apenas sépalas ou pétalas), actinomorfas, vão desde trímeras (3 pétalas) à hexameras (6 pétalas). Compreende sépalas que são unidas na base (gamopétalas) e persistentes no fruto, valvares ou imbricadas, além disso, suas pétalas são livres e alternas com as sépalas, inclusas ou exsertas, e imbricadas, eventualmente ausentes. Possui estames em quantidade igual ao número de sépalas, livres e opostos às pétalas, exibem anteras bitecas e longitudinais, pólen tricolpado, e disco instrastaminal urceolado ou tri/penta-lobado. O seu gineceu é sincárpico, bicarpelar à pluricarpelar, e é simplificado a um pistilódio nas flores masculinas. Apresenta ovário súpero, bilocular à plurilocular, lóculos bi-ovulados, sua placentação pode ser apical ou basal, possui de 2-3 estiletes, os quais são curtos e recurvados e papilosos em sua superfície ventral. Os seus frutos são do tipo baga  em Picramnia, bi à tricarpelar, óvulos terminais e pendulares; cápsula alada em Alvaradoa, unicarpelar, óvulos basais e eretos; e anfissarco em Nothotalisia, seus cálices e estiletes são persistentes. Possui de 1 à 4 sementes, as quais são plano-convexas ou elipsóides, normalmente são pêndulas, com uma testa membranácea e um escasso endosperma. Seus cotilédones são subiguais, e em Picramnia eles são soldados. 
Em Nothotalisia destaca-se seus estames, os quais estão unidos em um androginóforo colunar com pistilódio no ápice, e nas flores femininas eles são simplificados à estaminódios ou então, ausentes. E além disso, seu disco instrastaminal é difuso nas flores femininas.

## Relações Filogenéticas
Picramniaceae é a única família do género Picramniales, pertencente ao grupo monofilético das rosídeas malvídeas, no qual é irmão de um clado que compreende (Sapindales (Huerteales (Malvales, Brassicales))). 

|  | Huertales                                                |
|  |                                                          |
|  | \| \| Malvales \| \| \| \| \| \| Brassicales \| \| \| \| |
|  |                                                          |
|  | Malvales                                                 |
|  |                                                          |
|  | Brassicales                                              |
|  |                                                          |

|  | Malvales    |
|  |             |
|  | Brassicales |
|  |             |

|  | Huertales                                                |
|  |                                                          |
|  | \| \| Malvales \| \| \| \| \| \| Brassicales \| \| \| \| |
|  |                                                          |
|  | Malvales                                                 |
|  |                                                          |
|  | Brassicales                                              |
|  |                                                          |

|  | Malvales    |
|  |             |
|  | Brassicales |
|  |             |

Os membros deste grupo eram anteriormente colocados na família Simaroubaceae, devido a diferenças a nível dos frutos e a nível molecular, ou identificados de maneira incorrecta na família Sapindaceae, na ordem Sapindales. 
A atual filogenia da família foi baseada em dados morfológicos e técnicas de DNA barcoding, como marcadores nucleares ITS e rbcL de cloroplastos, analisados utilizando utilizando os métodos de inferência bayesiana, máxima verossimilhança e máxima parcimônia. As relações inferidas recentemente entre os gêneros são compostas por 3 linhagens distintas: (Alvaradoa (Picramnia (Nothotalisia + Aenigmanu))). Alvaradoa diverge dos gêneros restantes, que por sua vez são agrupados em duas linhagens, sendo Pricramnia grupo irmão de um clado contendo Nothotalisia e Aenigmanu.

|  | Picramnia                                                  |
|  |                                                            |
|  | \| \| Nothotalisia \| \| \| \| \| \| Aenigmanu \| \| \| \| |
|  |                                                            |
|  | Nothotalisia                                               |
|  |                                                            |
|  | Aenigmanu                                                  |
|  |                                                            |

|  | Nothotalisia |
|  |              |
|  | Aenigmanu    |
|  |              |

|  | Picramnia                                                  |
|  |                                                            |
|  | \| \| Nothotalisia \| \| \| \| \| \| Aenigmanu \| \| \| \| |
|  |                                                            |
|  | Nothotalisia                                               |
|  |                                                            |
|  | Aenigmanu                                                  |
|  |                                                            |

|  | Nothotalisia |
|  |              |
|  | Aenigmanu    |
|  |              |

## Lista de espécies Brasileiras[10]
Dentro dos gêneros conhecidos dessa família, apenas 2 possuem espécies presentes no Brasil, são eles:

### GêneroPicramnia, espécies
- Picramnia spruceana
- Picramnia andrade-limae
- Picramnia bahiensis
- Picramnia campestris
- Picramnia caracasana
- Picramnia ciliata
- Picramnia coccinea
- Picramnia elliptica
- Picramnia excelsa
- Picramnia ferrea
- Picramnia gardneri
- Picramnia glazioviana
- Picramnia grandfolia
- Picramnia guianensis
- Picramnia juniniana
- Picramnia latifolia
- Picramnia magnifolia
- Picramnia oreadica
- Picramnia parvifolia
- Picramnia ramifolia
- Picramnia sellowii

### GêneroNothotalisia, espécies
- Nothotalisia peruviana

## Dominios e estados de ocorrência no Brasil

### Distribuição geográfica
Norte: Acre, Amazonas, Amapá, Pará, Rondônia, Roraima, Tocantins
Nordeste: Alagoas, Bahia, Ceará, Maranhão, Paraíba, Pernambuco, Piauí, Sergipe
Centro-Oeste: Distrito Federal, Goiás, Mato Grosso do Sul, Mato Grosso
Sudeste: Espírito Santo, Minas Gerais, Rio de Janeiro, São Paulo
Sul: Paraná, Rio Grande do Sul, Santa Catarina

### Domínios Morfoclimáticos
Ocorre principalmente em florestas. Espécies confirmadas nos seguintes domínios: Amazônia, Caatinga, Cerrado, Mata Atlântica.

## Imagens da Planta

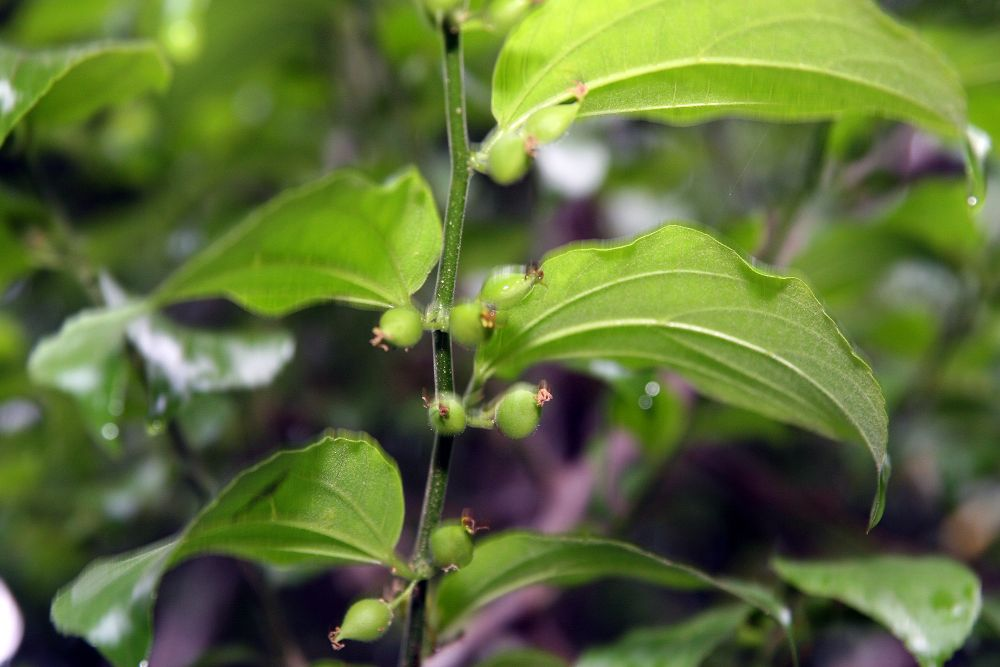
Picramnia antidesma

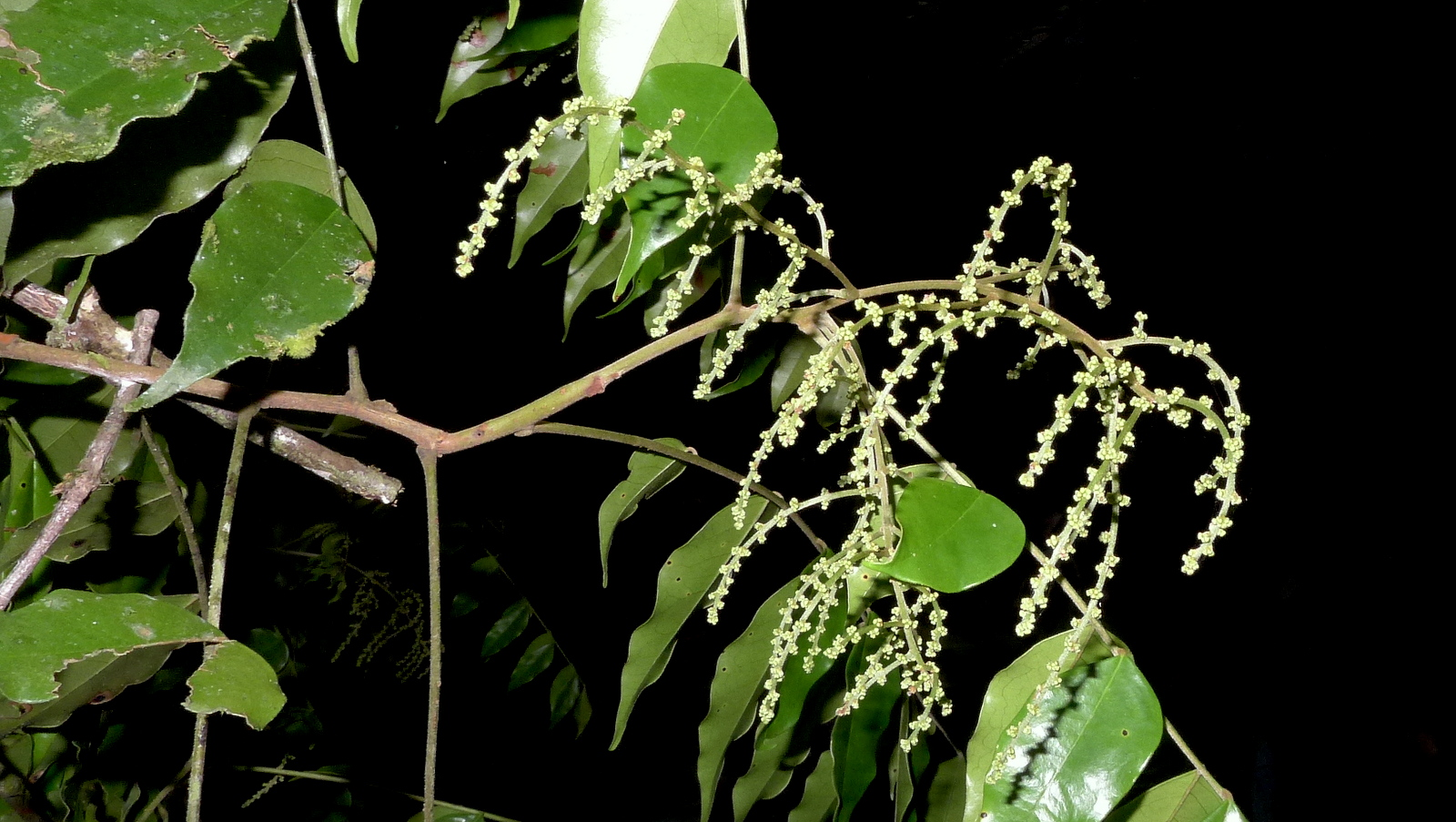
Picramnia glazioviana